# Georg Kövary
Georg Kövary (* 21. Februar 1922 in Budapest; † 7. März 2009 in Wien; eigentlich Kőváry György Ödön Miklós; Pseudonym: Eric Corda) war ein österreichischer Schriftsteller.

## Leben
Georg Kövary besuchte in Berlin die Volksschule; sein Vater Julius Kövary, ein Mitbegründer des Ungarischen Kabaretts, war als bekannter Schauspieler in den 1920ern in die Filmmetropole übersiedelt. Das Gymnasium besuchte Kövary in Budapest und war danach als Journalist, Übersetzer ins Ungarische von Werken von Ödön von Horváth, Franz Theodor Csokor und später von Georg Kreisler und anderen, Kabarettist und Filmdramaturg tätig. 1952 bis 1956 war er Leiter der Synchronabteilung der Ungarischen Filmwerke.
Nach dem Ungarischen Volksaufstand 1956 floh er nach Wien, wo er ebenfalls als bald anerkannter Journalist Film- und Theaterkritiken für Zeitungen wie den Kurier, das Wiener Journal oder Die Presse schrieb. Im Rahmen der Ungarnhilfe engagierte er sich für seine Landsleute und organisierte etwa im Wiener Volkstheater eine Wohltätigkeitsmatinee mit Stars wie Peter Alexander, Karl Farkas, Hermann Leopoldi, Hans Moser u. a. Später war er auch für die Zeitungen Die Bühne, Die Furche sowie Pester Lloyd und das satirische Magazin Lúdas Matyi tätig.
Kövary, seit 1958 österreichischer Staatsbürger, übernahm für 16 Jahre die Leitung des Wiener Theaterringes bei der Tageszeitung Kurier und stand dem Filmclub im Palais Pálffy vor. Neben seinen Buchveröffentlichungen arbeitete er für Rundfunk (Wien 1 bis 23, Wiener Konzertcafé, Gedanken eines Humoristen) und Fernsehen. Er schrieb und inszenierte etwa 50 Hörspiele, Regieassistentin war seine zweite Frau, Brigitte Garzarolli-Thurnlackh. Aus dem Ungarischen übersetzte er Werke von Tibor Váradi, Károly Szakonyi oder Árpád Göncz.
Sein Urnengrab befindet sich auf dem Friedhof der Feuerhalle Simmering (Abteilung E19, Nummer 673).
Kövary war Mitglied der Interessengemeinschaft Autorinnen Autoren (IGAA) in Wien, des Österreichischen P.E.N.-Clubs, des Österreichischen Schriftstellerverbands sowie ab 1975 Mitglied der Freimaurerloge Lessing Zu den 3 Ringen.

## Auszeichnungen
- 1976: Theodor-Körner-Preis
- 1976: Titel Professor
- 1977: Ehrendoktor für seine Verdienste im österreichisch-ungarischen Kulturaustausch sowie seine österreichbezogenen Rundfunksendungen
- 2001: Österreichischen Ehrenkreuz für Wissenschaft und Kunst
- 2007: Ritterkreuz des Verdienstordens der Republik Ungarn

## Schaffen
Autor
- Das Schülerstreich-Quintett. Ein Humoristischer Roman. Übersetzung aus dem Ungarischen von Erich Bertleff. Paul Neff, Wien 1957.
- Das Luftschloß des Herrn Wuschelkopf. Ein Kindermusical in 2 Teilen, Musik: Norbert Pawlicki. Verlag Jungbrunnen, Wien 1967.
- Wolfgang spielt die Hauptrolle. Ein humoristischer Roman. Jugend und Volk, Wien-München 1981, ISBN 3-7141-1361-4.
- Haltet den Dieb und haltet den Mund! Ein Kinder-Krimi. Kremayr & Scheriau, Wien 1982, ISBN 3-218-00370-9.
- Ein Ungar kommt selten allein. Ein Magyaren-Spiegel. Paul Neff, Wien 1984, ISBN 3-7014-0204-3.
- Der Dramatiker Franz Molnar. Wagner, Innsbruck 1984, ISBN 3-7030-0141-0 (Inhaltsverzeichnis)
- Tibor goes west oder Ein Ungar kommt ins Paradies. Ein satirischer Roman. Styria, Graz 1992, ISBN 3-222-12154-0 (Inhaltsverzeichnis)
- Ein Ungar kommt selten allein. Der Magyarenspiegel aufpoliert. Styria, Graz 1994, ISBN 3-222-12241-5.
9. Auflage: Starks-Sture-Verlag, München 2009, ISBN 978-3-939586-11-1 (Inhaltsverzeichnis)
- Melancholie des Markknochens. Robin Foodʼs gastrophische Reisen durch das Land der Magyaren. Der erste deutschsprachige Restaurantführer Ungarns. Pester Lloyd, Budapest 2002.
- Träume deutsch mit ungarischen Untertiteln. Pester Lloyd, Budapest 2002.

Daneben verfasste Kövary noch Rundfunksendungen, rund 50 Hörspiele, Bühnenstücke und Operettenbearbeitungen.
Herausgeber
- Das Herz einer Mutter. Kremayr & Scheriau, Wien 1982, ISBN 3-218-00358-X.
- Kinder sind eine Brücke zum Himmel. Kremayr & Scheriau, Wien 1982, ISBN 3-218-00359-8.

Drehbücher
- Johann Strauß – Der ungekrönte König. Zusammen mit Frederic Morton. Regie: Franz Antel; 1987.
- Auf den Straßen einer Stadt. Regie: Otto Ambros; 1961.

Darsteller in Filmen
- 1961: Geheime Wege (The Secret Ways)
- 1989: Recht, nicht Rache